# Nonne (skalní věž)
Nonne (česky Jeptiška), častěji nazývaná Nonnenstein, je asi 15 m vysoká, samostatně stojící pískovcová skalní věž v Saském Švýcarsku nalézající se jihovýchodně od městečka Rathen, asi 200 m východně od horského hostince na stolové hoře Rauenstein. Nachází se na území Chráněné krajinné oblasti Saské Švýcarsko.

## Historie
Ve středověku v 15. století byla skalní věž, podobně jako na druhé straně řeky naproti se nacházející skalní hrad Neurathen využita pro postavení skalního hradu. Proto byla štěrbina vedoucí na vrchol uměle rozšířena. Na východní straně skály jsou zřetelné další stopy po středověkých budovách. Kromě toho byl vytvořen asi 35 m dlouhý násep. Při archeologickém výzkumu v roce 1963 byly nalezeny kusy keramiky a zbytky dřevěných uhlíků.

## Horolezecká lokalita
Věž Nonnenstein je oblíbenou horolezeckou lokalitou. Na stěnách skalní věže je popsáno 22 lezeckých cest o obtížnosti dle klasifikační stupnice UIAA od stupně III až po X. Nejvíce cest, celkem 12, má stupeň obtížnosti VII, tedy mimořádně těžký.